# 南寮里 (新竹市)
南寮里為台灣新竹市北區轄下之一里，也是新竹市最南端的部份。南寮里西面臺灣海峽，北面舊港，向南與海濱及中寮為界，最東與康樂為界。

## 景點

### 寺廟
- 塹港富美宮
- 保安宮
- 南寮福德宮

## 設施

### 學校
- 天仁幼兒園
- 新竹市北區南寮國民小學

## 交通

### 公路
- 台68線
- 縣道122號
- 市道118號
- 台15線

### 郵政
當地設有新竹南寮郵局。